# 박선 (1639년)
박선(朴銑, 1639년~1696년)은 조선 시대의 문관 및 관료이자 정치인이다. 1657년 식년 진사시 입격 후 1658년 음서 천거 출신으로, 전라도의 여산군수를 지내는 등 관직 생활의 말년기는 목민관(牧民官)으로 지냈다.

## 본관과 아호
본관은 고령(高靈). 자(字)는 회숙(晦叔), 호(號)는 지관재(止觀齋)이다.

## 생애

### 주요 이력
- 1657년(효종 8)에 식년 진사시에 합격.
- 1658년(효종 9)에 학행(學行)·효행(孝行)이 모두 인정되어 음서로 천거됨.
- 1658년(효종 9)에 경기 가평 향교 예하 동몽 강독원 역임..
- 1659년(효종 10)에 승정원 주서
- 1660년(현종 1)에 사헌부 지평
- 1663년(현종 4)에 성균관 강독관
- 1665년(현종 6)에 사복시 주부
- 1668년(현종 9)에 장악원 주부
- 1674년(현종 15)에 세자익위사(世子翊衛司)의 세마(洗馬)를 지냄.
- 1674년(숙종 원년)에 동궁(왕세자)이 숙종 임금으로 보위 등극하자 이후 1674년에서부터 1년 후 1675년까지 승문원 주서 등을 잠시 지냄.
- 1675년(숙종 1)에 충청도 홍산현감 등을 3년 지냄.
- 1678년(숙종 4)에 평안도 강서현령(江西縣令)을 5년 지냄.
- 1683년(숙종 9)에 공조정랑 등을  지냄.
- 1688년(숙종 14)에 전라도 김제군수 등을 1년 지냄.
- 1689년(숙종 15)에 전라도 여산군수 등을 6년 지냄.
- 1695년(숙종 21)에 관직 사퇴 직후 경기도 가평으로 은거.
- 1696년(숙종 22)에 경기도 가평에서 향년 58세로 별세.

## 저서
- 《지관재유고(止觀齋遺稿)》 ... 1696년(숙종 22) 박선 사후 1702년(숙종 28) 막내 아들 박사한(朴師漢)이 주도하여 유고집으로 대리 간행.

## 기타 이력
- 이미 생전에 그는 성리학 수학 시절에도 명문(名門) 출신으로 문명(文名)이 높았다.
- 그의 저서로는, 사후 1702년(숙종 28)에 막내 아들 박사한(朴師漢, 1678년~1745년)의 주도로써 의해 간행된 《지관재유고(止觀齋遺稿)》가 있다.
- 그는 영조 치세 시절 암행어사의 명불허전으로 유명한 박문수(朴文秀)의 친조부이기도 하다.